# FC Vostok Oskemen
El FC Vostok (en kazajo: Восток Футбол Клубы) fue un equipo de fútbol de Kazajistán que jugó en la Super Liga de Kazajistán, la liga de fútbol más importante del país.

## Historia
Fue fundado en el año 1963 en la ciudad de Oskemen (Ust-Kamenogorsk) y cambiaron de nombre varias veces, las cuales han sido:
- 1963/97 - FC Vostok
- 1997/98 - FC Vostok-Adil
- 1998/99 - FC Vostok
- 1999/2003 - FC Vostok Altyn
- 2003/hoy - FC Vostok

Es uno de los equipos fundadores de la Super Liga de Kazajistán, aunque su mejor ubicación en ella fue un quinto lugar en 1997 y 1998.
El 19 de setiembre del 2008, el Vostok y el FC Shakhter fueron descalificados de la Super Liga de Kazajistán por el arreglo de partidos, con lo que entrenadores y directivos fueron suspendidos por 5 años, aunque el 2 de octubre la sanción fue modificada, deduciendo 9 puntos al FC Shakhter, y el Vostok fue excluido del torneo. El resultado del juego en cuestión, así como el resto de partidos del Vostok en esa temporada fueron de 0-3 a favor de sus rivales, pero eso no ocurrió en la Copa de Kazajistán del 2008.
Al iniciar la temporada 2016 se fusionan con el FC Spartak Semey para dar origen al FC Altai Semey y oficialmente desaparece.

## Palmarés
- Primera División de Kazajistán: 1

2010
- Copa de Kazajistán: 1

1994

## Participación en competiciones de la AFC
| Temporada | Torneo           | Ronda | Club            | Casa  | Visita | Global |
| --------- | ---------------- | ----- | --------------- | ----- | ------ | ------ |
| 1995/96   | Recopa de la AFC | 1     | Ak-Maral Tokmok | w.o.1 | w.o.1  | w.o.1  |
| 1995/96   | Recopa de la AFC | 2     | Bahman FC       | 2-2   | 0-1    | 2-3    |

1- Al Maral Tokmok abandonó el torneo.

## Jugadores

### Jugadores destacados
- Hamlet Mkhitaryan (2004)
- Dmitri Parkhachev (2008)
- Otar Khizaneishvili (2011)
- Maksim Nizovtsev (2008)
- Đorđe Topalović (2008)
- Begenchmuhammed Kuliyev (2004)

## Entrenadores
- Guennadi Kostiuchenko (1969–70)
- Sergey Kvochkin (1973–75)
- Sergey Kvochkin (1976–78)
- Guennadi Kostiuchenko (1981–82)
- Sergey Kvochkin (1984–86)
- Vakhid Masudov (2002)
- Aleksandr Piskaryov (2004)
- Pavel Evteev (2007)
- Oleksandr Golokolosov (2007-2008)
- Pavel Evteev (2009)
- Oyrat Saduov (2009)
- Andrei Miroshnichenko (2009)
- Vakhid Masudov (2011)
- Pavel Saliy (2012)
- Pavel Evteev (2012)
- Vladimir Fomichyov (2013)
- Pavel Evteev (2013-)